# أسطورة الوهم
أسطورة الوهم هو كتاب إلكتروني لأبي جهاد المصري أو محمد حسن خليل الحكايمة مسؤول الدعاية والإعلام بتنظيم القاعدة، نُشِرَ على الإنترنت في 2006، ووُزِعَ عبر بالبريد الإلكتروني في المنتديات الجهادية. الكتاب مكون من 152 صفحة مكتوب باللغتين الإنجليزية والعربية، يشرح الكتاب تشكيل أجهزة الأمن والاستخبارات الأمريكية وهي: وكالة الاستخبارات الأمريكية CIA ووكالة الأمن القومي الأمريكي NSA ومكتب التحقيقات الفيدرالي FBI، وكذلك الهيئات العسكرية وغيرها. يحاول الكتاب دراسة بنية الوكالات السابقة ودراسة نقاط الضعف فيها وكيفية تنفيذ عمليات وهجمات داخل العمق الأمريكي مثل هجمات 11 سبتمبر 2001.

## وصلات خارجية
- دليل القاعدة للمخابرات الأمريكية